# 目羅博士
『目羅博士』（めらはかせ）は、江戸川乱歩の著した短編小説である。『文芸倶楽部』1931年（昭和6年）4月増刊号に掲載された。初出時の題名は『目羅博士の不思議な犯罪』（めらはかせのふしぎなはんざい）。

## 題名
本作は数度の改題を経ている。
初出時は『目羅博士の不思議な犯罪』だったが、『目羅博士』（緑十字出版、1946年5月）に収録された際に『目羅博士』と改題、『灰神楽』（鼎出版社、1947年7月）に収録された際に『目羅博士の不思議な殺人』と再改題、春陽文庫版『鏡地獄』（春陽堂書店、1951年2月）で初出時の題に戻されたのち、桃源社版『江戸川乱歩全集』第10巻（1962年6月）で、「長すぎる」という乱歩の意向で『目羅博士』となった。桃源社版全集以後は『目羅博士』が用いられているが、光文社文庫版『江戸川乱歩全集』（2004年6月）では初出時の題名で収録されている。

## あらすじ
「私」は、上野動物園で檻の中の猿をからかう「男」と出会う。「男」は「私」が探偵小説家の江戸川だと知っていた。「男」は猿も人間も人真似をしたくなる動物なのだと言い、その場で実証した上、閉園した動物園の外へ出ると、不忍池に映る月を見下ろす岩の上に座って、不思議な犯罪の話を「私」に聞かせる。
それは「男」が丸の内のとあるビルで住み込みの玄関番をしていたときの話である。そのビルと背中合わせになった空き家のビルとは、太陽が差すのはわずかな時間しかないその都会の峡谷をはさんで、鏡に映したように窓の位置や大きさなどまったく同じであった。そのビルの5階、一番北側の部屋で夜間、2度も人が電線引き込みの横木にひもをかけて縊死するという事件が起こり、その部屋には何かあるのだと噂が立つ。一人の事務員の男が大胆にも試しに泊まってみるが3晩何もない。ところが4晩めの月光が差す夜、語り手の「男」は以前の縊死事件のときも月光が差していたことに気づき、その部屋にあがってみると、やはり泊まった男はわずかな時間にのみそこに差す月光の中で縊死していた。「男」はそのとき、向かいのビルの窓に50歳くらいの男が笑って消えたのを見る。それはそのビルの横で開業している目羅という変人眼科医であった。半年後、例の部屋に新しい借り手がつく。目羅博士が蝋人形に服を着せ、その新しい借り手に似せている作業をしているところを目撃してその企てを察知した「男」は一計を案じ、月光が差す夜に例の部屋で待機する。するとやはり目羅博士が、向かいのビルで新しい借り手の人形を横木で首吊らせていたのだった。「男」はそれを真似したくなる衝動をおさえながら目羅博士に似た人形を開いた窓の窓台に腰かけさせる。すると目羅博士もそうする。「男」は人形を突き落とす。

## 登場人物
江戸川
探偵小説家。上野動物園でルンペン風の男と知り合う。
「男」
ルンペン風の男。江戸川に自らの経験談を聞かせる。

### 「男」の経験談に登場する人物
目羅聊斎（めら　りょうさい）
貸事務所で目羅眼科を開業する医学博士。
香料ブローカー
「男」が玄関番を勤めるビル5階北の端の部屋に住んでいたが、首吊り自殺する。
「次の部屋借り人」
香料ブローカーが住んでいた部屋の次の借り手。香料ブローカーと同じく首吊り自殺する。
事務員
ビルの事務員。同じ部屋で首吊り自殺が相次いだため、試しに寝泊りするようになる。3人目の縊死者となる。

## 先行作品との関係
本作の、ビルの同じ部屋（貸事務所）に滞在した人間が、全く同じパターンで次々と謎の縊死を遂げる、という展開については、類似した先行作品が存在する。
乱歩自身は、ハンス・ハインツ・エーヴェルスの短編『蜘蛛』（„Die Spinne“, 1908）を下敷きとした作品だと述べている。ホテルの同じ部屋に泊まった人間が次々と謎の縊死を遂げる、という基本的な筋書きや、「模倣」が事件の謎にかかわってくる点など、『目羅博士』と類似点の多い作品であるが、結末は異なっている。ミステリ評論家の新保博久は、『新青年』1928年2月増刊号に掲載された翻訳を参照したものと推定している。
ただし、『蜘蛛』自体も、発表当初からエルクマン＝シャトリアンの短編『見えない眼』（≪ L'œil invisible ≫. 短編集 Contes fantastiques, 1857 所収）の盗作という疑いが指摘されており、さらに、『目羅博士』は『蜘蛛』よりもむしろ『見えない眼』の方に似ている、とする指摘がある。新保博久は、『見えない眼』は日本では平井呈一によるアンソロジー『こわい話・気味のわるい話』（1974年）で初めて紹介された作品であり、『目羅博士』と『見えない眼』の類似は偶然の一致だと主張している。しかし、翻訳家の小林晋は、『見えない眼』には早くから英訳があり、さらに日本語訳も『目羅博士』より前の1926年に出されていることを指摘し、『蜘蛛』というのは乱歩の勘違いで、実際に下敷きにしたのは『見えない眼』の方なのではないか、としている。
なお、牧逸馬の『ロウモン街の自殺ホテル』（初出『婦人公論』1931年5月号・6月号、のち『世界怪奇実話』に収める）は、1906年にパリのローモン通りのホテルで実際に起こったとされる事件を描いた犯罪実録だということになっているが、ホテルの同じ部屋に泊まった人間が次々と謎の縊死を遂げる、という、本作および『蜘蛛』『見えない眼』によく似た筋書きが展開される。新保博久は、1906年のこの事件が、1908年発表の『蜘蛛』の元ネタになった可能性を指摘している。いっぽう、古典SF研究家の會津信吾は、「ロウモン街の自殺ホテル」は Harry Ashton-Wolfe, Warped in the Making: crimes of love and hate, 1927 (OCLC 892921) を粉本としているが、事件の真犯人とされる人物についてはこの著作以外に記録がなく、事件そのものが実話を装った創作の疑いがあることを指摘している。

## 収録
- 江戸川乱歩『江戸川乱歩全集 第8巻 目羅博士の不思議な犯罪』光文社〈光文社文庫〉、2004年。ISBN 4-334-73700-5。
- 江戸川乱歩『人間椅子 江戸川乱歩ベストセレクション1』角川書店〈角川ホラー文庫〉、2008年。ISBN 978-4-04-105328-7。
- 江戸川乱歩『江戸川乱歩短篇集』岩波書店〈岩波文庫〉、2008年。ISBN 978-4-00-311811-5。
- 江戸川乱歩『屋根裏の散歩者』春陽堂書店〈江戸川乱歩文庫〉、2015年。ISBN 978-4-394-30150-9。
- 江戸川乱歩『江戸川乱歩名作選』新潮社〈新潮文庫〉、2016年。ISBN 978-4-10-114902-8。